# 허수열
허수열(許粹烈, 1951년~2023년 1월 29일)은 대한민국의 경제학자다. 식민지 근대화론에 대한 비판으로 알려져 있다.

## 논의
허수열은 《개발 없는 개발》 (2005)에서, 일제 강점기에 조선이라는 지역은 개발되었지만, 조선인에게는 별 의미 없는 개발이었다고 주장하였다. 《일제 초기 조선의 농업》 (2011)은 그 이후 다양한 비판에 대답하기 위하여 저술되었다.
허수열은 1920년대 말까지는 미곡생산이 증가하지 않았다고 주장하였다. 이를 통하여 낙성대연구소에서의 농업 추계 및 GDP 추계가 잘못되었다고 주장하였다. 이로 인해 김낙년과 논쟁하였다.
조선 후기의 경제에서도, 이영훈과의 논쟁을 하였다. 그는 두락당 지대량의 변화추세를 바로 두락당 생산량 변화추세와 연결할 수 없다는 점, 이영훈의 회귀분석의 문제점 등을 지적하였다. 일제 초기 김제만경평야 수리시설과 관련된 논쟁에서 이영훈의 오류를 지적하였다. 그에 따르면 1917년까지 일본인에 의해 장대형 방조제가 축조되었다는 이영훈의 주장은 전혀 객관적인 사실이 아니며, 이러한 장대형 방조제의 존재를 전제로 하는 이영훈의 서술 역시 근거 없는 잘못된 주장이 되어 버리게 된다는 것이다.

## 경력
- 1988년: 교토 대학 초빙외국인학자
- 1994년: 하버드 대학교 교환교수
- 한국경제사학회장
- 충남대학교 경상대학 경제학과 교수, 명예교수

## 수상
- 2006년: 임종국상
- 2012년 제57회 대한민국학술원상
- 2016년: 황조근정훈장